# 西村拓郎
西村拓郎（にしむら たくろう、1969年12月17日 - ）は、日本の実業家。日拓グループ代表取締役社長。東京都出身。
妻はタレントの神田うの。ハマカーン神田伸一郎と元俳優の神田昇二郎は義弟にあたる。

## 来歴・人物
- 幼稚園は成城学園に通った後、公立の小中学校を経て、アメリカ合衆国に留学し、高校と大学を東海岸で過ごし1991年に帰国。
- 1992年1月から日拓グループ取締役社長室長。
- 1994年日拓グループ常務取締役
- 1997年日拓グループ専務取締役
- 1997年日拓グループ取締役副社長
- 2000年社団法人東京青年会議所理事（事業室長）
- 2003年日拓グループ代表取締役社長
- 2007年日本青年会議所アミューズメント部会部会長
- 妻・神田とは2006年11月5日に婚約し、2007年10月8日に挙式。
- 2012年社団法人日本遊技業関連事業協会理事
- 2013年社団法人日本遊技業関連事業協会[2][3]
- 2020年8月一般社団法人日本遊技関連事業協会会長

## エピソード
- 宅地建物取引士の試験を3回受験して合格した。
- 「射幸心をあおるようなパチンコを敬遠する社長」とパチンコ業界紙に紹介されている。
- 首都圏の一等地を中心に20店舗を構えるパチンコチェーン店を展開し、ほとんどは自社所有物件である。
- 日拓グループ経営のディスコ4店舗は1980年代～90年代に流行した。

## 家族
父は西村昭孝であり、国家地方警察（当時）の警官として府中警察署などの勤務を経た後、不動産会社へ勤務し、1965年（昭和40年）に日拓グループを創業、その後全国最年少の39歳で1年だけの日拓ホームフライヤーズ（現・北海道日本ハムファイターズ）オーナーとなった。弟の西村道夫は現在日拓グループの副社長。